# HSG Verden-Aller
Die Handballspielgemeinschaft Verden-Aller ist der Zusammenschluss der Handballabteilungen der Stammvereine aus der Kreisstadt Verden (Aller). Die Handballspielgemeinschaft Verden-Aller besteht aus den drei Stammvereinen TSV Borstel, HV Dauelsen und Eitzer SV.
Die HSG Aller wurde am 18. Mai 1994 gegründet mit dem Ziel der Förderung des Handballsportes in der Stadt Verden. Vorsitzender der Spielgemeinschaft ist Holger Badenhoop.

## Aufbau
Die HSG Verden-Aller nimmt in der Saison 2017/18 mit 13 Mannschaften am Spielbetrieb teil, darunter mit vier Mannschaften in der Landesliga.

## Geschichtlicher Hintergrund
Bekannt ist die Stadt für den Handball des TSV Verden, deren erste Handballmannschaft der Männer 1977 in die damals zweitklassige Regionalliga Nord aufstieg. Zudem gehörte der TSV Verden im Jahre 1981 zu den Gründungsmitgliedern der 2. Bundesliga Nord. Den größten Erfolg konnte die Mannschaft in der Saison 1982/83 erzielen, als der TSV den fünften Platz belegte. Ansonsten spielten die Verdener gegen den Abstieg, der 1987 hingenommen werden musste. Drei Jahre später stieg die Mannschaft auch aus der Regionalliga Nord wieder ab. Die Mannschaft kehrte noch einmal in die Regionalliga zurück, bevor der Verein 1996 die Mannschaft aus der Liga zurückzog.

## Spielstätte
Die Heimspiele der HSG Verden-Aller finden in den Sporthallen der Stadt Verden statt. Darunter die Aller-Weser-Halle (ca. 1128 Zuschauer), die Realschule (ca. 200 Zuschauer) und die Sporthalle am Sachsenhain (ca. 200 Zuschauer).

## Logo
Das Logo der HSG Verden-Aller beinhaltet Namen als Schriftzug und Sportart. Die drei Sterne stehen jeweils für jeden Stammverein der HSG.

## Projekt Leistungshandball
In den Jahren 2003 bis 2007 stellte die HSG Verden-Aller einige Jugendmannschaften in der Oberliga. Größter Erfolg war der 3. Platz der Oberliga Nordsee (Saison 2004/2005).
Die HSG Verden-Aller ist Ausrichter mehrerer Handballturniere, wie z. B. des Aller-Weser-Cups, eines der größten Rasen-Handballturniere im Kreis Verden.
Ein großer Teil der im Verein anfallenden Tätigkeiten wird von ehrenamtlichen Jugendtrainern in Eigenorganisation übernommen.
Die Mitgliedsbeiträge alleine reichen nicht aus, um den Verein zu finanzieren, weshalb auch Sponsoring, ein Förderverein und andere Förderquellen in Anspruch genommen werden.

## Förderverein/Sponsoren/Club der 100 Freunde
Am 29. Mai 2013 wurde der Förderverein der HSG Verden-Aller e. V. gegründet. Vorsitzender des Fördervereins ist Juri Wolkow.
Die HSG Verden-Aller erfährt die Unterstützung auf vielerlei Wegen durch größere und kleine Spenden. Die Unternehmen der Stadt beteiligen sich an Beschaffung von Trikots sowie Trainingsutensilien oder diverse Dienstleistungen. Die Jugendabteilung wird hauptsächlich durch die Mitglieder des Fördervereins sowie deren Sponsoren gefördert.
Aufgabe des Vereins ist die ideelle und finanzielle Unterstützung der Handballjugend in Verden. In den letzten Jahren konnte die Jugendarbeit durch Mittel des Fördervereins unterstützt werden. Darüber hinaus beteiligte sich der Förderverein an der Gestaltung des Weihnachtturnieres der HSG-Jugend. Um die genannten Aktivitäten zu forcieren und um neue Aktivitäten zu kreieren, sucht der Förderverein immer weiter nach Mitgliedern, deren aktive Zeit als Handballer noch nicht beendet sein muss.
Der Förderverein soll in erster Linie der Jugendarbeit im Verein zugutekommen. So werden die Spenden als Zuschüsse für Sportbekleidungen/Turnierfahrten, gemeinsame Weihnachtsfeiern, zur Anschaffung von Trainingsgeräten, aber auch zur Ausbildung von Nachwuchsschiedsrichtern/-trainern, sowie Aufwandsentschädigungen für Übungsleiter verwendet.

## Aller-Weser-Cup
Der Aller-Weser-Cup ist ein jährlich veranstaltetes Rasen-Handballturnier für Jugendmannschaften. Hier sind Mannschaften von den Maxis bis zur A-Jugend, sowohl im weiblichen als auch im männlichen Bereich vertreten.
Erstmals fand das Turnier im Jahr 2004 mit 16 Mannschaften statt. Im Jahr 2017 nahmen 105 Mannschaften am Turnier teil. Damit ist es eines der größten Jugendturniere im Handballkreis Verden. Neben Mannschaften aus dem Kreis nehmen auch solche aus ganz Deutschland an dem Turnier teil.
Spielstätte des Turniers ist der Sportplatz des TSV Borstel.

## Bekannte ehemalige Spieler
Joel Wunsch lernte das Handballspielen unter dem Wappen der HSG Verden-Aller. So durchlief er sämtliche Jugendmannschaften bis zur B-Jugend der HSG Verden-Aller, bis er im Jahr 2015 zur HC Bremen wechselte, um dort dem Leistungshandball nachzugehen.
Dort schaffte er den Sprung in die Jugendnationalmannschaft und spielte mehrfach für die DHB-Auswahl des Jahrgangs 2000.

## Vereinshymne
Seit dem Jahr 2017 besitzt die HSG Verden-Aller eine eigene Vereinshymne. Die Hymne soll vor allem den Zusammenhalt im Verein symbolisieren. Die Hymne wird regelmäßig vor den Spielen der HSG abgespielt. Diese kann auf Youtube („Vereinshymne der HSG Verden-Aller“) oder auf der Internetseite des Vereins angehört werden.

## Bundesliga
Zur Saison 2021/22 qualifizierte sich die männliche A-Jugend der HSG Verden-Aller für die Jugendbundesliga.